# Calliostoma houarti
Calliostoma houarti là một loài ốc biển, là động vật thân mềm chân bụng sống ở biển thuộc họ Calliostomatidae.